# Adis Jasic
Adis Jasic (St. Veit an der Glan, 12 de febrero de 2003) es un futbolista austríaco que juega de centrocampista en el Al-Ain F. C. de la UAE Pro League.

## Estadísticas

### Clubes
Actualizado al último partido disputado el 3 de noviembre de 2024.
| Club                     | Div.          | Temporada     | Liga  | Liga  | Copas nacionales | Copas nacionales | Copas internacionales | Copas internacionales | Total | Total |
| Club                     | Div.          | Temporada     | Part. | Goles | Part.            | Goles            | Part.                 | Goles                 | Part. | Goles |
| ------------------------ | ------------- | ------------- | ----- | ----- | ---------------- | ---------------- | --------------------- | --------------------- | ----- | ----- |
| Wolfsberger AC · Austria | 1.ª           | 2020-21       | 7     | 0     | 0                | 0                | 0                     | 0                     | 7     | 0     |
| Wolfsberger AC · Austria | 1.ª           | 2021-22       | 21    | 2     | 0                | 0                | ―                     | ―                     | 21    | 2     |
| Wolfsberger AC · Austria | 1.ª           | 2022-23       | 25    | 2     | 3                | 0                | 4                     | 0                     | 32    | 2     |
| Wolfsberger AC · Austria | 1.ª           | 2023-24       | 31    | 2     | 3                | 0                | ―                     | ―                     | 34    | 2     |
| Wolfsberger AC · Austria | 1.ª           | 2024-25       | 12    | 0     | 3                | 0                | ―                     | ―                     | 15    | 0     |
| Wolfsberger AC · Austria | Total club    | Total club    | 96    | 6     | 9                | 0                | 4                     | 0                     | 109   | 6     |
| Total carrera            | Total carrera | Total carrera | 96    | 6     | 9                | 0                | 4                     | 0                     | 109   | 6     |

## Palmarés

### Títulos nacionales
| Título          | Club           | País    | Año  |
| --------------- | -------------- | ------- | ---- |
| Copa de Austria | Wolfsberger AC | Austria | 2025 |